# Grevillea dimidiata
Grevillea dimidiata är en tvåhjärtbladig växtart som beskrevs av F. Müll.. Grevillea dimidiata ingår i släktet Grevillea och familjen Proteaceae. Inga underarter finns listade i Catalogue of Life.